# 2018年8月下旬臺灣暴雨
2018年8月下旬臺灣豪雨是指2018年8月23日到8月30日因熱帶低氣壓與西南季風輻合產生劇烈降雨，以及其系統消散後衍生一個滯留於華南的大低壓帶中心，以致引來後續的西南氣流所發生的自然災害，雲林、嘉義、南投、高雄、屏東等地區均曾多處傳出淹水，甚至在局部地區持續淹水長達接近一個禮拜，為八八水災之後影響台灣最劇烈，影響時間最長久的致災性超大豪雨。中華民國總統蔡英文特別指示總統府秘書長陳菊留守高雄，坐鎮南台灣災害應變。

## 構成與預警
中華民國交通部中央氣象局（今交通部中央氣象署）於25日指出，台灣處於低壓帶內，受到低壓帶及西南氣流影響，促成此次的暴雨事件。氣象局也持續針對部分地區發布陸上強風特報及豪雨特報，並在西南氣流影響台灣之前提醒民眾會有坍方、落石、土石流、山洪暴發及淹水發生。天氣風險管理開發公司則指出，相較於前一個熱帶性低氣壓影響，此次暴雨事件所帶來的降雨相對緩和。因應熱帶性低氣壓設置的中央災害應變中心於25日晚間7時撤除，隨後於三小時後為因應此次暴雨事件再度開設。行政院院長賴清德於28日視察中央災害應變中心時表示，各部會之間務必加強橫向聯繫，並與地方政府縱向合作，讓民眾儘速重返家園。
受到暴雨持續影響，交通部中央氣象局於27日晚間針對屏東縣發布大豪雨特報，並針對台南市、高雄市、台東縣發布豪雨特報，並於翌日將大豪雨特報擴及至高雄市。行政院農業委員會水土保持局亦於28日上午發布土石流紅色警戒42條，分布於高雄及屏東市的6鄉15村，另針對嘉義、台南、高雄、屏東、台東等地區發布黃色警戒共166條，並表示地方政府對居民應勸告或強制其撤離，並作適當的安置。經濟部水利署則針對高雄市13區、屏東縣5鄉市發布一級淹水警戒。

## 防災措施
受到此次暴雨事件影響，高雄市政府表示，該市已排空所有的滯洪池及人工湖泊以利蓄水，並於當日晚間6時半開設一級災害應變中心。行政院農業委員會農糧署則呼籲農友應適時採收已屆採收期作物，以降低損失。行政院農業委員會漁業署亦呼籲漁友利用雨勢稍歇空檔做好災害防範措施。經濟部水利署則於28日上午6時27分，針對高雄市13區、屏東縣5鄉市發布一級淹水警戒。
小琉球往東港航線亦受此次暴雨事件影響，於26日縮減，並於27日停駛，26日中午前共有2500人趕回東港。而台東往蘭嶼及綠島的船隻亦於27日停駛，造成近四千名旅客滯留。交通部航港局表示，受到此次暴雨事件影響，28日預估共有58航次停航。
經濟部水利署南區水資源局指出，為了因應第二波豪大雨侵襲，於27日上午分別針對曾文水庫及牡丹水庫進行調節性洩洪，並表示阿公店水庫目前正值空庫防淤期，為因應本波豪雨可能帶來雨量，南區水資源局進行調節性放水，以預留滯洪空間。

## 災害及影響

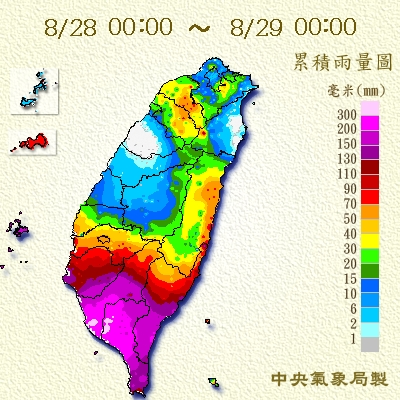
西南氣流在臺灣地區之總雨量圖（8月28日—29日）。

是次西南氣流為屏東縣挾帶大豪雨，其中新園鄉自8月28日0時至11時半期間，測得雨量逾300公釐而居全臺首位，同日高雄市之日雨量亦測得逾300公釐。劇烈雨勢造成多處路段濕滑，並引起多起交通事故。其中在屏東縣新埤鄉發生自撞電線桿事故，造成1死3傷，而在嘉義縣竹崎鄉則發生小客車疑因天雨路滑視線不清而對撞事故，造成1死1重傷。屏東縣警察局於26日表示，一名64歲男子前往三地門鄉海神宮，卻發現該男子車門打開且右後輪卡在河床卻不見人影，成為此次暴雨事件中第一起失蹤案例。
此次暴雨事件亦造成省道受到影響，台17線260公里處的磘仔口路段，因積水逾20公分以上，長逾百公尺，交通部公路總局第三工程處於26日上午實施封路。據屏東縣災害應變中心統計，泰武鄉屏106線武潭段道路因易坍方，公路單位實施預警性封閉；滿州鄉200甲線1公里處因土石流阻礙路面排水，公路單位實施管制通行，而台1線枋寮段排水系統不堪負荷，路面積水約20公分。

## 後續事件

### 宣布停班停課爭議

#### 屏東縣
屏東縣縣長潘孟安於26日晚間表示，屏東縣依據中央氣象局預報資料宣布27日停班停課，同時亦成為2018年中華民國地方公職人員選舉停止接受參選登記授理的縣市，此舉遭到網友質疑屏東縣政府放假標準為何，屏東縣政府人事處長李殷明則強調氣象預測已達停班課標準，並表示當日降雨量前十名都在屏東縣內。
屏東縣政府於27日晚間表示，士文村發生土石流，以及屏146縣道坍方，已造成交通中斷，故28日僅屏東縣春日鄉士文村停止上班、停止上課。翌日，屏東縣不斷下起大雨，多處鄉鎮市單日降雨量突破200毫米，台1線麟洛段因積水造成嚴重塞車，屏東車站光復路段及屏東市復興南路亦遭到淹水，使民眾質疑縣府的決策。屏東民眾指出，屏東雨量也不輸給高雄，然而屏東縣28日正常上班上課，更表示屏東縣政府應為民眾安全著想。屏東縣政府發言人黃建嘉則於下午致歉，並表示雨集中少數鄉鎮，在清晨沒有普遍淹水的情形發生。

#### 高雄市
高雄市政府於26日晚間表示，依據中央氣象局已發布的雨量觀測資料，高雄市27日正常上班上課，但網友發現高雄市代理市長許立明誤植氣象局定量降水預報且遭到刪文。對此，高雄市政府回應，因發現上一篇貼文有誤而逕行刪除，並非故意將該文章刪除。
27日晚間至28日清晨，高雄市持續發生強降雨，氣象局高雄氣象站亦於深夜提醒，強降雨雷達回波已進入高雄地區，請民眾注意防災。高雄市代理市長許立明於28日上午6時緊急宣布當日停止上班上課，使民眾怒斥「都出門了才說」，更有民眾表示「UBER有船可以叫嗎」，引起民眾大量不滿。對此，許立明則於臉書致歉，而其幕僚則指出，許立明整夜沒睡，都在了解淹水災情。

### 政界人士爭議事件
8月24日在舉國忙救災之際，中華民國副總統陳建仁帶著全家人跑來金門度假三天兩夜，玩遍大小金門的重要景點，全程有十二位隨扈保護，金門縣警察局也出動將近廿位便衣員警全程戒護，此事件造成國人批評觀感不佳，也遭金門縣立法委員楊鎮浯炮轟「該來時不來，不該來時來」。總統府發言人黃重諺表示，身為政府團隊一員，因此造成國人觀感不佳，團隊蒙受批評，陳副總統表示相當過意不去，並向國人致上歉意。此事件被民眾對比八八風災前行政院院長劉兆玄抽空理髮、行政院秘書長薛香川加班結束後陪岳父父親節吃地瓜粥，被民進黨罵到下台，是強烈對比。
2018年8月25日，中華民國總統蔡英文在嘉義縣縣長張花冠的陪同下，乘坐排搭乘雲豹裝甲車視察布袋鎮，面帶笑容向災民說加油，裝甲車才剛前行約50公尺，被當地鄉親就攔下擋車，怒嗆「要再開進來，就把我輾過去！」。國民黨發言人洪孟楷在臉書上痛批「史上最傲慢勘災」，形容蔡英文如「花車遊行上的選美小姐」。民眾更在臉書「爆怨公社」火大開嗆，「勘災？連下來泡在水裡做做秀都不肯，搭雲豹來就算了，裝一下沉痛、裝一下反省可以不可以？面帶微笑是哪招？還給我揮手！你是來謝票還是來掃街？你確定你沒有跑錯棚？
多位公衆人士對此抨擊，其中朱學恒痛批蔡英文要在好幾個角度和時間揮手打招呼不停地笑，「笑得你心裡發寒」。朱學恒表示，以前蔡英文用嚴格標準檢驗別人，現在被用同樣標準檢驗就是認，「業力引爆就引爆，不要雙重標準很難嗎？」胡幼偉表示是在永安里發生，兆示著蔡已不能「永安」，幫還幽默幫蔡英文表達心聲，「來人，誰出的餿主意，讓今上坐雲豹甲車去勘災的？先送慎刑司杖80，再罰入辛者庫去涮恭桶。」張善政则指，「因為他們感受不到同理心，他們已經泡在水裡多天，他們希望高官能懂他們的痛，但他們卻是看到蔡總統搭乘裝甲車『高高在上』！」，指出蔡英文無法「苦民所苦」，不禁痛批「有這樣的總統，我真的為我們國家感到悲哀。」
邱議瑩痛批國民黨高雄市市長參選人韓國瑜出席議員參選人競選歌曲發表會稱：「高雄人不需要這樣的市長候選人！」。隨後在8月26日，立法院副院長蔡其昌帶領李俊俋、何欣純、邱議瑩、林靜儀、李麗芬、周春米、張廖萬堅等委員，前往波蘭參訪其國會，有質疑認為在相關地區淹水災情尚未全部解決的情形下出訪再度引起爭議。
2018年8月28日，立法院院長蘇嘉全被民眾目擊現身日本，被懷疑也是旅遊。立法院秘書長林志嘉表示，蘇嘉全是受到日本政府邀請而前往訪問，妻子也同行；不過，因為擔心台灣災情，蘇嘉全提前在今日返國。